# George Babcock
George Babcock (17. června 1832 Unadilla Forks, New York – 16. prosince 1893) byl americký vynálezce a konstruktér. Společně s Stephenem Wilcoxem vynalezli vodotrubnatý kotel a založili v roce 1881 firmu Babcock & Wilcox.
Narodil se v rodině vynálezců a techniků. Od roku 1860 navštěvoval večerní kurzy na Cooper institute v Brooklinu. Během občanské války pracoval na výrobě zbraní ve firmě Mystic Iron Works. Po válce se stal šéfkonstruktérem Rhode Island's Hope Iron Works. Zde se také seznámil se Stephenem Wilcoxem. Společně vynalezli a postupně vylepšili vodotrubnatý kotel, na který získali patent v roce 1867. Později založili společnou firmu, která dodnes hraje velkou roli v energetice.